# Нассе, Эрвин
Эрвин Нассе (нем. Johann Friedrich Wilhelm Nasse; 1829—1890) — немецкий экономист и политик, соучредитель и председатель Союза социальной политики.

## Биография
Родился 2 декабря 1829 года в Бонне — сын психиатра Кристиана Фридриха Нассе (1781—1851) и Генриетты Вебер (1788—1878). Его братьями были психиатр Карл Фридрих Вернер Нассе и физиолог Герман Нассе.
Изучал филологию и экономику. В 1854 году получил хабилитацию в Боннском университете. Весной 1856 года стал профессором в Базельского университета, преподавал в Ростокском университетее, где 1872/1873 году был ректором.
Писал немного, но то немногое, что он написал по различным вопросам, занимает почётное место в литературе этих вопросов. По своему направлению он принадлежал к правому крылу катедер-социалистов, будучи в то же время приверженцем свободной торговли в узком смысле слова. Из его работ самые важные: «Bemerkungen über das preussische Steuersystem» (Бонн, 1861), «Die preussische Bank etc.» (Бонн, 1866), «Ueber die mittelalterliche Feldgemeinschaft und die Einhegungen d. XVI J. in England» (Бонн, 1869; русский перевод, Ярославль, 1878), «Agrarische Zustände in England» («Schriften d. Vereines für Sozialpolitik», т. XXVII; есть русский перевод). 
Эрвин Нассе был одним из лучших знатоков вопросов денежного обращения и написал, кроме отдела о деньгах в большом руководстве Шенберга, ряд статей на эту тему, из которых самая замечательная: «Das Sinken der Waarenpreise während der letzten 15 Jahre» (в «Conrads Jahrbücher f. Nationalökonomie», Neue Folge, т. XVII); он обстоятельно опровергает здесь аргументы биметаллистов и указывает на глубокие производственные причины новейшего падения товарных цен. 
В «Preussische Jahrbücher» за 1876 год, по случаю столетия «Богатства народов» Адама Смита, он поместил замечательную характеристику значения Смита в экономической науке.
Умер в Бонне 4 января 1890 года.